# Berthold von Pfirt
Berthold von Pfirt (* im 12. oder 13. Jahrhundert; † 10. Dezember 1262) war von 1248 bis zu seinem Tod Bischof von Basel.

## Leben und Wirken
Berthold entstammt dem Geschlecht der Grafen von Pfirt. Seine Eltern waren Friedrich II., Graf von Pfirt, und seine zweite Gemahlin Heilwig von Urach, eine Tochter von Egino IV., Graf von Urach. Er ist erstmals 1230 als Domherr in Basel nachgewiesen. 1237/40 war er Kanoniker in Straßburg und 1243 Propst des Chorherrenstifts Moutier-Grandval. Am 31. März 1248 bestellte ihn Papst Innozenz IV. zum Koadjutor des Basler Bischofs Lüthold II. von Rötteln, dem er nach dessen Rücktritt im gleichen Jahr im Amt folgte.
Berthold mehrte den Besitz des Bistums, so gelang es ihm, Konrad IV. Rheinfelden zu entreissen und 1255 Breisach zu erobern, das jedoch nach wenigen Jahren an die Habsburger verloren ging und 1273 Freie Reichsstadt wurde. Berthold stand auf der Seite des Papstes im Konflikt mit den Staufern und war Parteigänger der vom Papst unterstützten Könige Wilhelm von Holland und Richard von Cornwall. Er schloss sich von 1254 bis 1257 dem Rheinischen Städtebund an.
In seiner Diözese förderte er die Klöster und unterstützte die Ansiedlung der Bettelorden. 1250 beschaffte er den Franziskanern in Basel einen Bauplatz für die Errichtung der Barfüsserkirche, in deren voriges Domizil am Spalentor wurden Zisterzienserinnen eingesetzt. Berthold hob 1253 das in Verruf geratene Benediktinerinnenkloster Michelbach auf und stiftete gemeinsam mit seinem Bruder Graf Ulrich II. von Pfirt das Zisterzienserinnenkloster Michelfelden in Saint-Louis bei Basel. 1255 bestätigte er die Freiheiten der Stadt Basel und gestattete 1256 eine Bäcker- und 1260 eine Schneiderzunft in der Stadt. Als Berthold 1261 schwer erkrankte – vermutlich ein Schlaganfall – ernannte der Papst Heinrich von Neuenburg zum Koadjutor. Nach seinem Tod am 10. Dezember 1262 wurde Berthold im Basler Münster beigesetzt.